# Кирхленгерн
Кирхленгерн (нем. Kirchlengern) — община в Германии, в земле Северный Рейн-Вестфалия.
Подчиняется административному округу Детмольд. Входит в состав района Херфорд.  Население составляет 16 100 человек (на 31 декабря 2010 года). Занимает площадь 33,78 км².
Коммуна подразделяется на 7 сельских округов.